# Cybalomia simplex
Cybalomia simplex là một loài bướm đêm trong họ Crambidae.